# Frank Morgan
Frank Morgan (Nova York, 1 de juny de 1890 - Beverly Hills, 18 de setembre de 1949) va ser un actor estatunidenc conegut principalment pel seu paper del personatge del mag a la pel·lícula El màgic d'Oz.
El seu veritable nom era Francis Phillip Wuppermann. Va néixer a Nova York, en el si d'una família acomodada que comercialitzava angostura. Va estudiar a la Universitat Cornell on va ser membre de la fraternitat Phi Kappa Psi. Després va seguir al seu germà gran Ralph Morgan en el negoci de l'espectacle, primer al teatre de Broadway i després al cinema. La seva primera pel·lícula va ser The Suspect, el 1916. La seva carrera es va expandir amb l'arribada del cinema sonor, i el seu paper més recurrent va ser el d'un home de mitjana edat, embullat, però de bon caràcter. Va ser nominat a l'Oscar al millor actor per la pel·lícula de 1934 The Affairs of Cellini, on feia el paper del cornut Duc de Florència, i també va ser per Oscar al millor actor secundari el 1942, per Tortilla Flat , on interpretava a un ingenu hispà.
El paper més famós de Morgan va ser a El màgic d'Oz (1939), en la que interpretava al "Professor Marvel", guardià de la porta de Ciutat Esmeralda, al conductor del carruatge tirat per "El Cavall que Canvia de Color ", al guàrdia armat de les estances del mag, i al mateix Mag d'Oz. Com Margaret Hamilton amb la Malvada Bruixa de l'Oest, els seus personatges únicament apareixien en pantalla uns pocs minuts però, malgrat això, van tenir un gran èxit. Es va fer tan popular que la MGM li va fer un contracte vitalici. Altres pel·lícules notables són The Shop Around the Corner, The Human Comedy, The Mortal Storm, The White Cliffs of Dover i la seva última pel·lícula, Key to the City, que es va estrenar després de la seva mort, a Beverly Hills, Califòrnia. També va treballar en enregistraments per a nens, incloent el popular Gossamer Wump, posat a la venda el 1949 per Capitol Records.
Com gairebé tots els actors de caràcter de l'època, Frank Morgan va tenir nombrosos papers en diferents pel·lícules. Una de les seves últimes actuacions va ser un paper secundari clau en The Stratton Story, una història verídica sobre un jugador de beisbol (interpretat per James Stewart) que reapareix després de perdre una cama en un accident de caça.
Morgan va morir per un infart de miocardi el 1949, mentre es rodava Annie Get Your Gun. Va ser enterrat en el cementiri Green-Wood de Brooklyn.
Té una estrella al Passeig de la Fama de Hollywood, davant del 1708 de Vine Street.

## Filmografia
- The Suspect (1916)
- The Daring of Diana (1916)
- The Girl Philippa (1916)
- A Modern Cinderella (1917)
- A Child of the Wild (1917)
- The Light in Darkness (1917)
- Baby Mine (1917)
- Who's Your Neighbor? (1917)
- Raffles The Amateur Cracksman (1917)
- The Knife (1918)
- At the Mercy of Men (1918)
- The Gray Towers Mystery (1919)
- The Golden Shower (1919)
- Manhandled (1924)
- Born Rich (1924)
- The Crowded Hour (1925)
- The Man Who Found Himself (1925)
- Scarlet Saint (1925)
- Love's Greatest Mistake (1927)
- Belle of the Night (1930) (curt)
- Dangerous Nan McGrew (1930)
- Queen High (1930)
- Laughter (1930)
- Fast and Loose (1930)
- Secrets of the French Police (1932)
- Veritat a mitges (The Half Naked Truth) (1932)
- Billion Dollar Scandal (1933)
- Luxury Liner (1933)
- Hallelujah, I'm a Bum (1933)
- Reunion in Vienna (1933)
- The Kiss Before the Mirror (1933)
- The Nuisance (1933)
- When Ladies Meet (1933)
- Best of Enemies (1933)
- Broadway to Hollywood (1933)
- Bombshell (1933)
- The Cat and the Fiddle (1934)
- Sisters Under the Skin (1934)
- Success at Any Price (1934)
- The Affairs of Cellini (1934)
- A Lost Lady (1934)
- There's Always Tomorrow (1934)
- By Your Leave (1934)
- The Mighty Barnum (1934)
- The Good Fairy (1935)
- Enchanted April (1935)
- Naughty Marietta (1935)
- Lazybones (1935)
- Escapade (1935)
- I Live My Life (1935)
- The Perfect Gentlemen (1935)
- The Great Ziegfeld (1936)
- Dancing Pirate (1936)
- Trouble for Two (1936)
- Dimples (1936)
- The Last of Mrs. Cheyney (1937)
- The Emperor's Candlesticks (1937)
- Saratoga (1937)
- Sunday Night at the Trocadero (1937) (curt)
- Beg, Borrow or Steal (1937)
- Rosalie (1937)
- Paradise for Three (1938)
- Port of Seven Seas (1938)
- The Crowd Roars (1938)
- Sweethearts (1938)
- Broadway Serenade (1939)
- El màgic d'Oz (The Wizard of Oz) (1939)
- Henry Goes Arizona (1939)
- Balalaika (1939)
- The Shop Around the Corner (1940)
- Broadway Melody of 1940 (1940)
- The Ghost Comes Home (1940)
- The Mortal Storm (1940)
- Boom Town (1940)
- Hullabaloo (1940)
- Keeping Company (1940)
- The Wild Man of Borneo (1941)
- Washington Melodrama (1941)
- Honky Tonk (1941)
- The Vanishing Virginian (1942)
- Tortilla Flat (1942)
- White Cargo (1942)
- The Human Comedy (1943)
- A Stranger in Town (1943)
- Thousands Cheer (1943)
- The White Cliffs of Dover (1944)
- Kismet (1944) (narrador)
- Casanova Brown (1944)
- Iolanda i el lladre (Yolanda and the Thief) (1945)
- The Great Morgan (1946)
- El coratge de Lassie (Courage of Lassie) (1946)
- The Cockeyed Miracle (1946)
- Lady Luck (1946)
- Green Dolphin Street (1947)
- Summer Holiday (1948)
- Els tres mosqueters (The Three Musketeers) (1948)
- The Stratton Story (1949)
- The Great Sinner (1949)
- Any Number Can Play (1949)
- Key to the City (1950)

## Premis i nominacions

### Nominacions
- 1935: Oscar al millor actor secundari per The Affairs of Cellini
- 1943: Oscar al millor actor secundari per Tortilla Flat